# Joel González
Joel González Bonilla, né le 30 septembre 1989 à Figueras (Espagne), est un taekwondoïste espagnol.

## Palmarès

### Jeux olympiques
- Médaille d'or des 58 kg des Jeux olympiques 2012 à Londres, (Royaume-Uni)
- Médaille de bronze des 68 kg des Jeux olympiques 2016 à Rio de Janeiro, (Brésil)

### Championnats du monde
- Médaille d'or des 58 kg du Championnat du monde 2011 à Gyeongju, (Corée du Sud)
- Médaille d'or des 58 kg du Championnat du monde 2009 à Copenhague, (Danemark)
- Médaille d'argent des 63 kg du Championnat du monde 2015 à Tcheliabinsk, (Russie)

### Championnats d'Europe
- Médaille d'or des 58 kg du Championnat d'Europe 2012 à Manchester, (Royaume-Uni)
- Médaille d'or des 58 kg du Championnat d'Europe 2010 à Saint-Pétersbourg, (Russie)
- Médaille de bronze des 63 kg du Championnat d'Europe 2016 à Montreux, (Suisse)

### Jeux européens
- Médaille de bronze des 68 kg des Jeux européens de 2015 à Bakou, (Azerbaïdjan)